# José Ricaurte Rojas Guerrero
José Ricaurte Rojas Guerrero es un político colombiano elegido alcalde de Leticia, capital del departamento de Amazonas, Colombia, para el periodo 2008-2012 avalado por el Partido Cambio Radical. Formó parte de Coordinadores Departamentales de Juventud que existen en el país gracias al programa Colombia Joven. 
"El Programa Presidencial Colombia Joven fue creado por el Gobierno Nacional mediante decreto 822 del 8 de mayo de 2000, como un Programa adscrito al Departamento Administrativo de la Presidencia de la República, posteriormente el 15 de julio del año 2006, a partir del decreto 1984 se establece que ejercerá sus actividades bajo la supervisión de la Vicepresidencia".

## Apoyo como candidato
Siendo candidato para la alcaldía fue apoyado por Guillermo Marín Torres, Comercializadora Solimoes, Juan Carlos Preciado, su primo y gran amigo incondicional José Wilson Elizalde Guerrero, José Ricardo Rojas, en nombre del partido Cambio Radical.